# 6956 Holbach
6956 Holbach este un asteroid din centura principală de asteroizi.

## Descriere
6956 Holbach este un asteroid din centura principală de asteroizi. A fost descoperit pe 13 februarie 1988 la Observatorul La Silla de Eric Walter Elst. El prezintă o orbită caracterizată de o semiaxă mare de 2,44 ua, o excentricitate de 0,09 și o înclinație de 5,5° în raport cu ecliptica.